# سلوبودان توبالوفيتش
سلوبودان توبالوفيتش (8 نوفمبر 1952 في تشاتشاك - 1 مايو 1994 في بلغراد) لاعب كرة قدم صربي راحل كان يجيد اللعب في مركز حارس مرمى .

## المسيرة الرياضية
بدأ توبالوفيتش مسيرته الرياضية في نادي كولن الألماني الغربي سنة 1974 وبعد 3 سنوات انتقل إلى نادي فيكتوريا كولن . في سنة 1979 عاد إلى يوغوسلافيا وانضم إلى نادي أو إف كيه بيوغراد وبقي فيه موسمان ثم اختتم مسيرته في نادي ليون الفرنسي حيث قرر اعتزال لعب كرة القدم نهائيا في سنة 1987 .

## روابط خارجية
- سلوبودان توبالوفيتش على موقع قاعدة بيانات كرة القدم.إي يو (الإنجليزية)
- سلوبودان توبالوفيتش على موقع بيانات كرة القدم. دي إي (الألمانية)
- سلوبودان توبالوفيتش على موقع عالم كرة القدم.نت (الإنجليزية)